# Ampelocissus gardineri
Ampelocissus gardineri là một loài thực vật hai lá mầm trong họ Nho. Loài này được (L.H.Bailey) Jackes miêu tả khoa học đầu tiên năm 1984.